# Emma Porret
Emma Porret, née le 6 décembre 1879 à Neuchâtel et morte le 21 décembre 1943 dans la même ville, est une féministe suisse, enseignante et suffragiste. Figure du mouvement féministe à Neuchâtel, en Suisse, elle déploie une activité internationale dans la presse en faveur du droit de vote des femmes.

## Biographie
Emma Porret naît le 6 décembre 1879 à Neuchâtel, dans une famille dont le père est originaire de Fresens et la mère, née Vuilleumier, originaire de La Sagne,.

### Études
Emma Porret effectue sa scolarité à Neuchâtel, et poursuit ses études à l’école normale de la ville où elle obtient le brevet primaire en octobre 1897. 
Faisant partie des premières étudiantes de l'université locale, elle s'intéresse aux poètes mineurs du xviie siècle, et rédige sa thèse sur Moïse Sauvé, un poème de Marc de Saint-Amand qu'elle estime injustement vilipendé par Boileau. En 1904, elle est licenciée ès lettres par l'Académie de Neuchâtel. Plurilingue, elle maîtrise, en plus du français, l'allemand, l'italien et l'anglais. Elle enseigne pendant un an le français en Allemagne, dans un institut de Wolfenbüttel, puis dès 1905, elle enseigne comme professeure à l'École secondaire et à l'École professionnelle de jeunes filles, du canton.
Bien qu'ayant un train de vie modeste, elle effectue de nombreux voyages d'études en Europe.

### Suffrage féminin
Emma Porret se distingue comme figure majeure au sein des mouvements féministes régionaux. Grâce à son engagement et sa direction, elle contribue significativement à la progression des droits des femmes, en se focalisant notamment sur l'égalité des droits en Suisse, dont le droit de vote,. Elle joue un rôle crucial dans l'acquisition du droit pour les femmes à être éligibles dans les commissions scolaires et les conseils de prud'hommes. 
Elle a également été présidente du comité cantonal en faveur du suffrage féminin en 1919 et sa vie durant, de l'Union féministe pour le suffrage.
Dans la ligne de ses engagements féministes, elle adhère à l'Alliance des sociétés féminines suisses, et se montre active au sein du groupe de travail antifasciste et antinazi Femmes  et démocratie.

### Fondatrice
Elle fonde l'Association suisse de femmes graduées d'université ainsi que le Centre de liaison des Sociétés féminines neuchâteloises.

### Rédactrice pour des journaux féministes
Elle contribue à la rédaction du journal Le Mouvement féministe,, où elle rapporte notamment le contenu des débats parlementaires de son canton, ainsi qu'à son équivalent en Suisse alémanique, le Schweizerisches Frauenblatt. Elle écrit également pour l'lnternational Woman Suffrage sur la situation suisse,. 
À partir de 1924, elle succède à Emilie Gourd, originaire de Genève, en tant que responsable de la Chronique féministe internationale publiée dans l'Annuaire des femmes suisses.

### Décès
Emma Porret meurt le 21 décembre 1943 des suites d'un accident après une longue et douloureuse immobilisation à l'hôpital de Neuchâtel, où elle voit mourir sa mère placée dans la même chambre qu'elle, elle aussi victime de fracture. Le journal Le Mouvement féministe salue « l'une de ses meilleures et plus vaillantes forces » pour le féminisme suisse. Elle est inhumée dans l'intimité le 23 décembre.

### Hommage
En 2023, la ville de Neuchâtel prévoit de donner son nom à une rue.

## Publications
- « Les femmes et la chose publique : chronique parlementaire neuchâteloise », Le mouvement féministe : organe officiel des publications de l'Alliance nationale des sociétés féminines suisses, vol. 3,‎ 1915, p. 38 (lire en ligne  [PDF])
- « Les élections aux Conseils de prud'hommes dans le canton de Neuchâtel », Le mouvement féministe : organe officiel des publications de l'Alliance nationale des sociétés féminines suisses, vol. 5,‎ 1917, p. 61 (lire en ligne  [PDF])
- « La situation suffragiste dans la Suisse romande », Le mouvement féministe : organe officiel des publications de l'Alliance nationale des sociétés féminines suisses, vol. 8,‎ 1920, p. 97 (lire en ligne  [PDF])
- « L'activité des femmes conseillères municipales », Le mouvement féministe : organe officiel des publications de l'Alliance nationale des sociétés féminines suisses, vol. 8,‎ 1920, p. 100 (lire en ligne  [PDF])
- « À travail égal… salaire inégal ! », Le mouvement féministe : organe officiel des publications de l'Alliance nationale des sociétés féminines suisses, vol. 9,‎ 1921, p. 114 (lire en ligne  [PDF])